# Rönninge, Salems kommun
Rönninge är en kommundel och tidigare tätort i Salems kommun, Stockholms län. Numera anses Rönninge i befolkningsstatistiskt hänseende vara sammanvuxet med tätorten Tumba. Befolkningen av denna kommundel samt kommundelen Salemstaden uppgick vid utgången av 2010 till 15 205 på en yta av 7,97 km2. Siffrorna avser den del av tätorten Tumba, som ligger inom Salems kommun.

## Historia

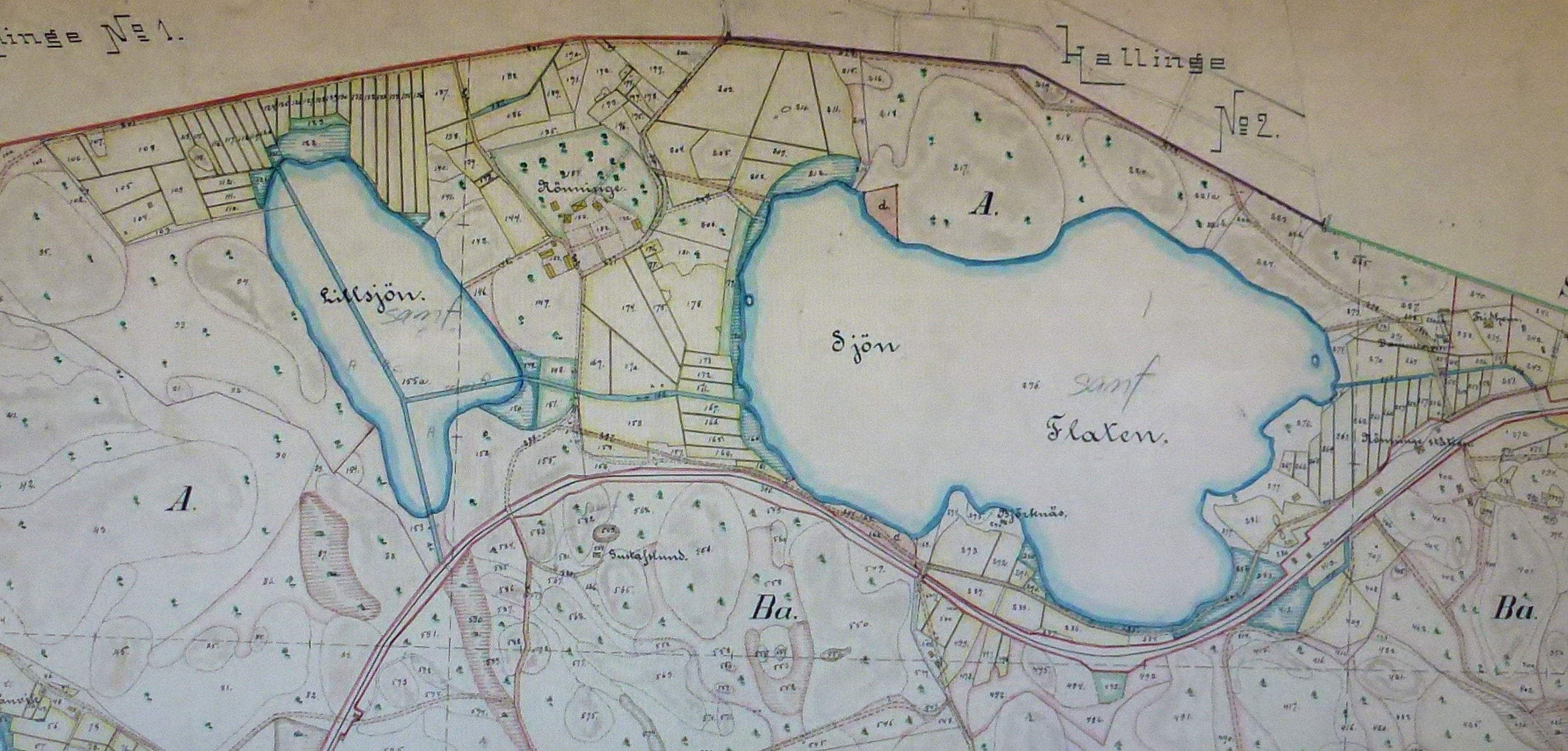
Rönninge, tomtstyckning, 1897.

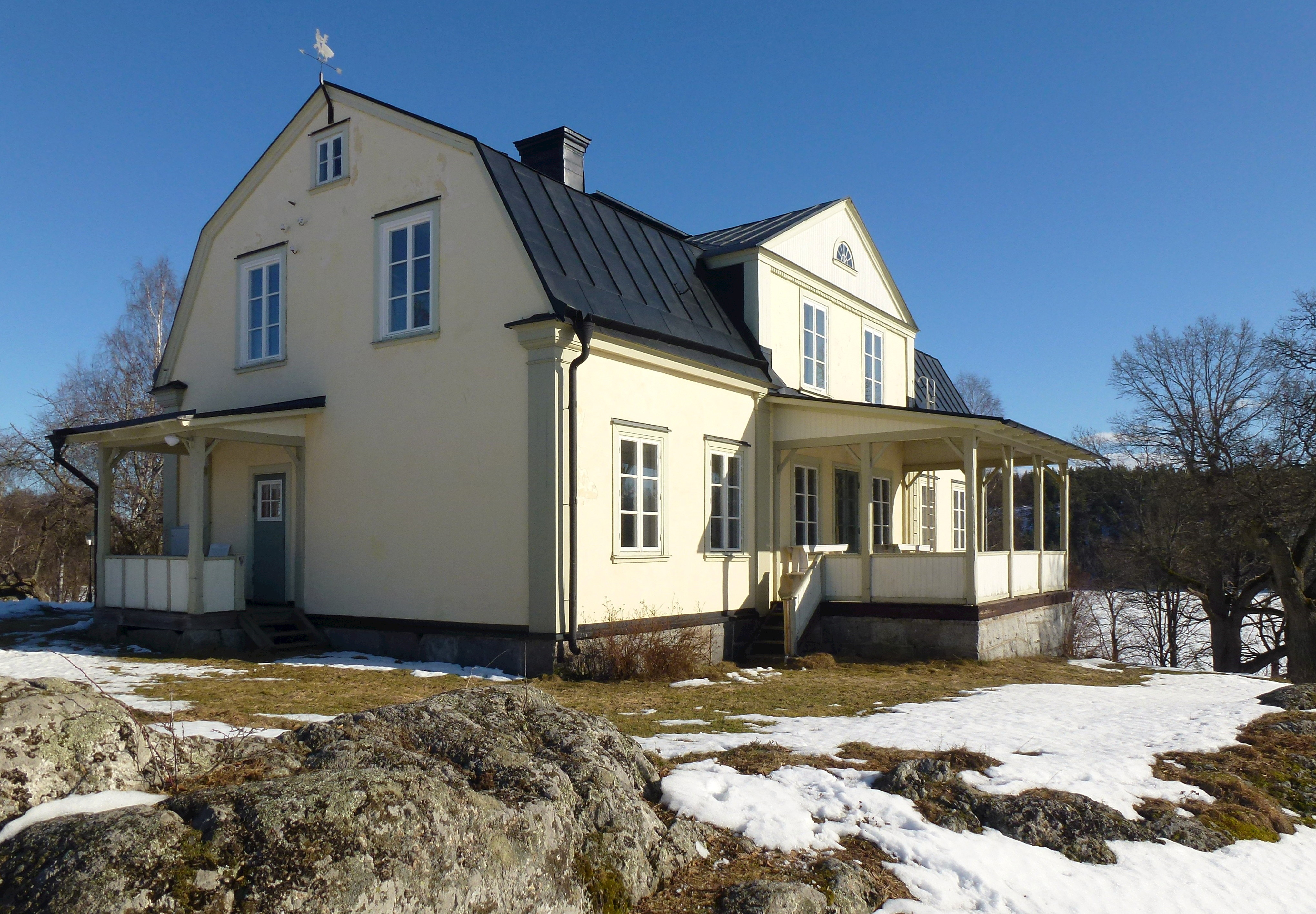
Nya Uttringe gård, uppförd 1898.

Namnet "Rönninge" förekommer första gången i slutet av 1500-talet som benämning på ett nyanlagt torp underställt Uttringe. Namnet kan tolkas som "röjningen", d.v.s. platsen
där man bedrivit svedjebruk, men namnet kan också härledas till "Rönnängen".
År 1654 såldes Uttringe med underlydande torp till sekreteraren i bergskollegium Mårten Månsson Lindeström, och med honom börjar Rönninges egentliga historia. Han förvandlade det forna torpet till säteriet Rönninge gård och uppförde 1662 dess huvudbyggnad, som står kvar än i dag. 
När Västra stambanan drogs genom trakten på 1860-talet delades Rönninges ägor i två halvor. Men tillkomsten av järnvägsstationen, öppnad 1888, bidrog till att marken blev intressant för tomtstyckning. Då Wilhelmina af Tibell, ägare till Uttringe och Rönninge, avled 1895 vidtog det moderna skedet i Rönninges historia. 
Området köptes av direktör Klas Löfgren, som 1896 överlät egendomen på det nybildade Rönninge villatomtaktiebolag, som kartlade den och styckade den i 151 större och mindre tomter. Försäljningen av tomter gick mycket snabbt tack vare generösa köpevillkor, men först efter sekelskiftet 1900 tilltog byggnadsverksamheten. Resultatet blev en blandad villabebyggelse med både enklare och mer påkostade hus. Rönninge station vid stambanan hade tillkommit 1888 och blev en naturlig mittpunkt för det nya samhället. De flesta invånarna pendlade till sina arbeten i Stockholm eller Södertälje.
Rönninges herrgårdsbyggnad köptes 1904 av Frälsningsarmén, som där drev ett vilo- och sjukhem. I dag är den en kursgård i privat regi.
Rönninge är beläget i Salems socken och ingick efter kommunreformen 1862 i Salems landskommun. I denna inrättades för orten 29 januari 1915 Rönningen municipalsamhälle som upplöstes med utgången av 1957. År 1974 gick Salems landskommun upp i Botkyrka kommun, med Tumba som centralort. Salem återfick sin självständighet 1983, och Rönninge blev centralort i den nybildade Salems kommun.

### Befolkningsutveckling
År 1915 hade Rönninge 975 invånare och 1957 nära 1 500 invånare. Efter 1965, då Rönninge hade 1 956 invånare, finns ingen befolkningsstatistik publicerad för Rönninge. Från och med tätortsavgränsningen 1970 räknas Rönninge tätort som sammanvuxen med Tumba tätort i Botkyrka kommun. På Salems kommuns webbplats uppges att knappt ca 5 400 personer bor i kommundelen Rönninge av totalt 16 001 i Salems kommun vid årsskiftet 2013–2014.
| Befolkningsutvecklingen i Rönninge 1950–1970 | Befolkningsutvecklingen i Rönninge 1950–1970 | Befolkningsutvecklingen i Rönninge 1950–1970 | Befolkningsutvecklingen i Rönninge 1950–1970 | Befolkningsutvecklingen i Rönninge 1950–1970 |
| -------------------------------------------- | -------------------------------------------- | -------------------------------------------- | -------------------------------------------- | -------------------------------------------- |
|                                              |                                              |                                              |                                              |                                              |
| År                                           |                                              |                                              | Folkmängd                                    |                                              |
| 1950                                         | 1950                                         |                                              | 1 404                                        |                                              |
| 1960                                         | 1960                                         |                                              | 1 579                                        |                                              |
| 1965                                         | 1965                                         |                                              | 1 956                                        |                                              |
| Anm.: Sammanvuxen med Tumba 1970             |                                              |                                              |                                              |                                              |

## Samhället
Bebyggelsen består av tvåvåningshus och villor.
I Rönninge centrum, vid buss- och pendeltågsstationen, finns en livsmedelsbutik, ett antal restauranger och en del andra butiker. Det finns även en tennishall, belägen vid grönområdet Mölleskogen.

### Pendeltågsstationen
Stationen togs ursprungligen i bruk 1888. Ombyggnader skedde bland annat 1915–1916 och 1920, då en första gångtunnel tillkom. SL kör pendeltågstrafik till stationen sedan 1968.

## Bilder

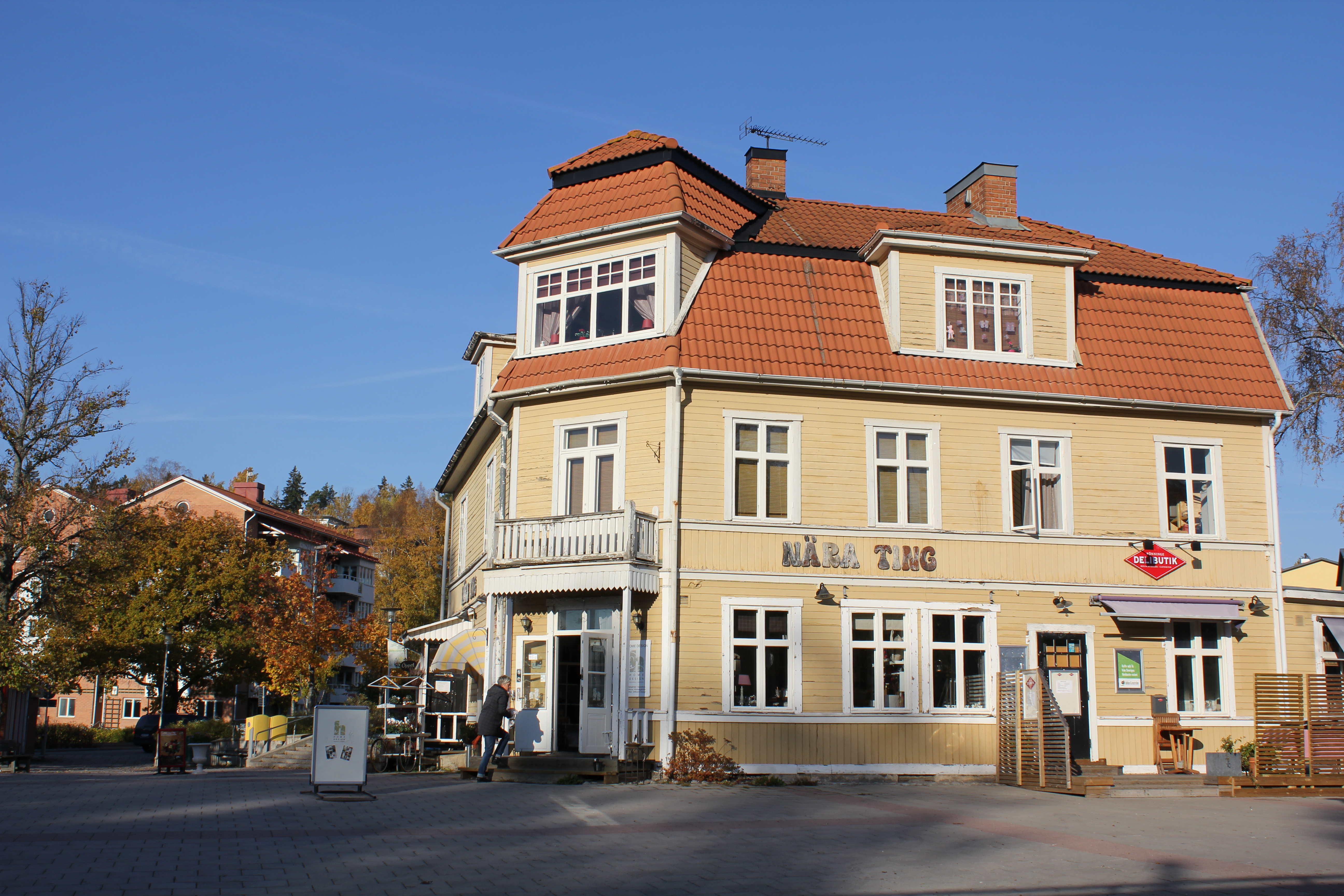
Centralhuset, äldre byggnad i Rönninge centrum
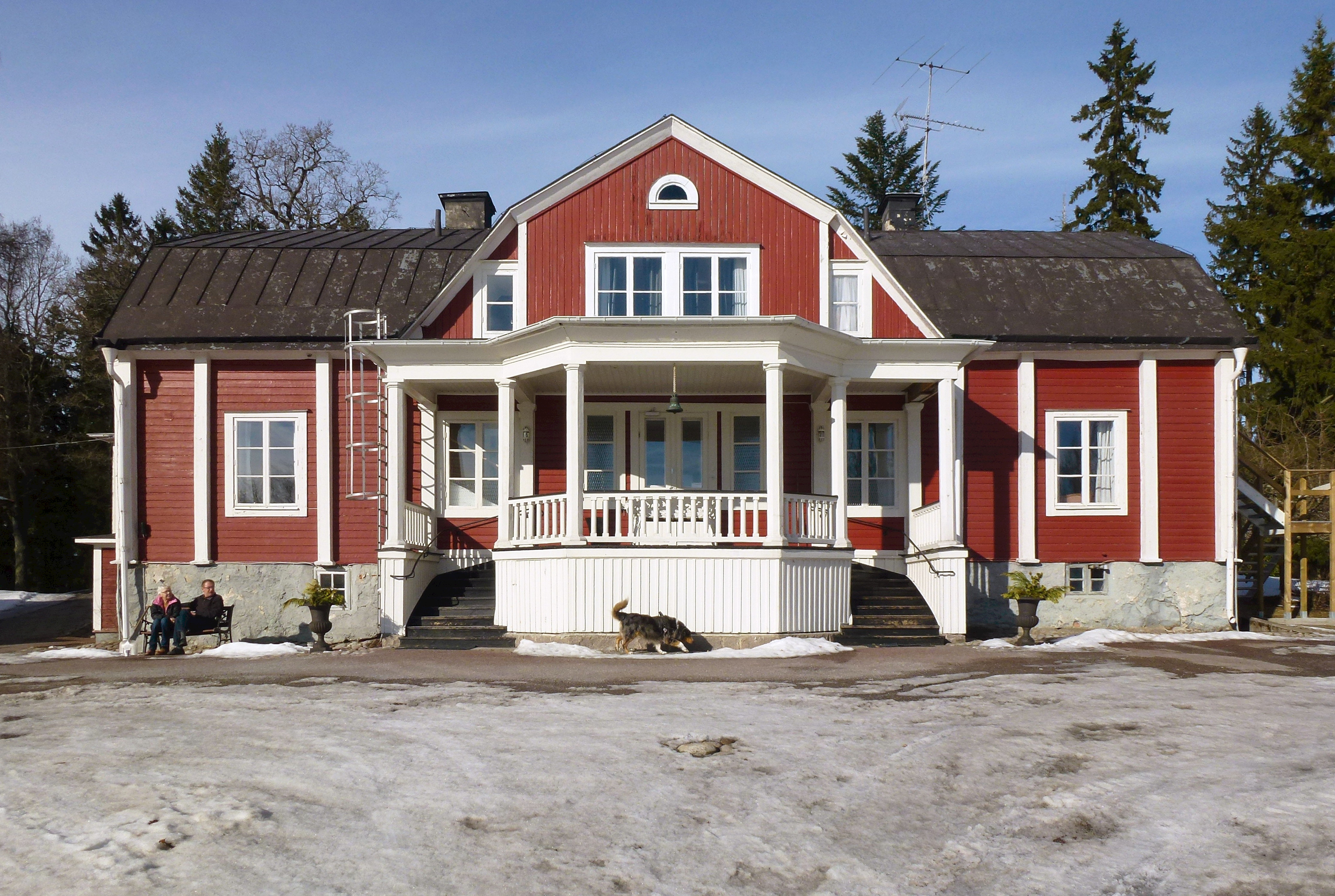
Rönninge gård, huvudbyggnad, mars 2013
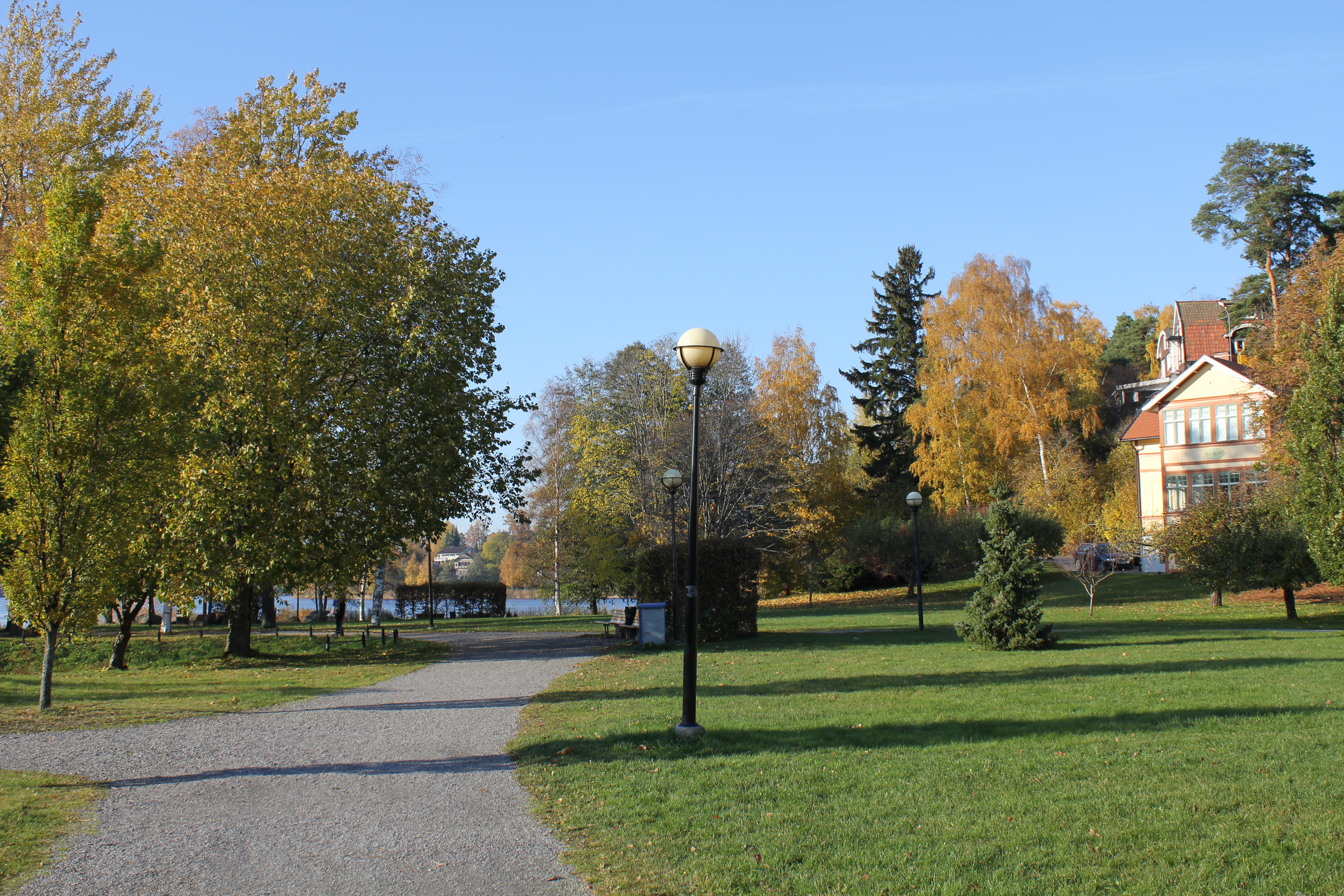
Skönviksparken i Rönninge. I bakgrunden skymtar sjön Flaten

## Kända Rönningebor
- Sten Bergman
- Johannes Edfelt
- Ingvar Lidholm
- Sven Nykvist
- Åke Persson
- Börje Sandelin
- Sarah Sjöström
- Sven Olov Lindholm

## Postort
Postorten Rönninge, med postnummer i serien 144 XX, omfattar huvuddelen av Salems kommun.

## Utbildning
Kommunala grundskolor i Rönninge.
- Rönninge skola, F-9
- Nytorpsskolan, F-9

Fristående skolor i Rönninge.
- Noblaskolan, Pysslingen förskolor och skolor, F-3

Gymnasium i Rönninge.
- Rönninge gymnasium